# Е-дур
Е-дур је дурска лествица, чија је тоника тон е, а као предзнаке има четири повисилице.

## Познатија класична дела у Е-дуру
- Увертира опере Танхојзер, Вагнер
- Увертира опере Фиделио, Бетовен
- Седма симфонија, Брукнер
- Концерт за виолину у Е-дуру, Бах
- „Пролеће“ из „Четири годишња доба“, Вивалди
- „Дон Жуан“, симфонијска поема од Рихарда Штрауса